# Forças Armadas do Paraguai

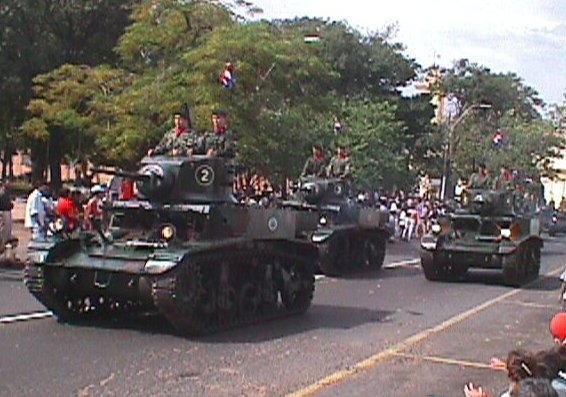
Blindados do exército paraguaio durante um desfile militar.

As Forças Armadas Paraguaias (Espanhol: Fuerzas Armadas de Paraguay) oficialmente, Forças Armadas da Nação (Espanhol: Fuerzas Armadas de la Nación), são a principal força de combate e defesa do seu país. A Constituição do Paraguai designa o Presidente como seu comandante-chefe. O serviço militar é obrigatório, e todos os homens de 18 anos — e de 17 anos no ano em que perfazem os 18 — são convocados para a prestação de um ano de serviço militar. Embora a Constituição de 1992 permita a objecção justificada, nenhuma legislação foi aprovada até ao momento.

## Forças Armadas
Suas Forças Armadas estão divididas em Exército, Marinha e Aeronáutica. Desde a década de 1980, o número médio de militares era próximo a 13 500 soldados. Nos últimos anos, o número de recrutas foi bastante reduzido.
O Exército é composto por três corpos e nove divisões, além de vários comandos e direções, o que confirma que, em maior ou menor grau, as unidades e formações são apenas nominais ou esqueléticas em tempos de paz. Oficialmente, o Exército tem 10 000 soldados, a Marinha 2 000, a Aeronáutica 1 500 e o REP 15 000 homens.
O orçamento anual do FF. AA. é de US$ 120 milhões, 80% dos quais são destinados a serviços de pessoal, salários e bônus.
Durante a ditadura militar de Alfredo Stroessner, as Forças Armadas, como em todo o Cone Sul, cometeram graves violações dos direitos humanos e foram protagonistas de diversos desaparecimentos forçados de pessoas consideradas opositoras do regime. no poder desde 1947, construindo assim o triplo eixo: Forças Armadas - Partido Colorado - Governo).
Após a queda da ditadura militar, o FF. AA. dissociaram-se do poder político. Em 1993, um civil assumiu a presidência, após décadas de regime militar.

## Guerras, Batalhas e Conflitos
Fontes:
- A expedição de Belgrano ao Paraguai, também conhecida como Campanha da Independência do Paraguai (1810-1811) contra as Províncias Unidas do Rio da Prata.
  - Batalha de Campichuelo (1810).
  - Batalha de Paraguarí (1811).
  - Batalha de Tacuari (1811).
  - Ocupação de Corrientes (1811 )
- Independência do Paraguai (1811).
  - Revolução de maio de 1811 (1811).
- Invasão portuguesa de 1811 (1811-1812) inicialmente a favor do Império Espanhol como província e do Império Português contra as Províncias Unidas do Rio da Prata, finalmente em 1812 enviando tropas a favor de Artigas contra o Império Português.
- Guerra da Platina (1851-1852 ) a favor do Império Brasileiro contra a Confederação Argentina.
- Guerra da Tríplice Aliança ou Guerra do Paraguai (1864-1870 ) contra Brasil, Argentina e Uruguai.
  - campanha do Mato Grosso
  - campanha de Corrientes
  - campanha Humaitá
  - campanha Pikysyry
  - Campanha de Intervalos
- Revolução Liberal de 1904 contra os Colorados.
- Guerra Civil Paraguaia de 1911-1912 contra os radicais liberais de Albino Jara.
- Guerra Civil Paraguaia de 22 (1922-1923) contra parte do rebelde exército paraguaio.
- Guerra do Chaco (1932-1935) contra a Bolívia.
  - O incidente da lagoa Pitiantuta
  - Batalha de Boqueron
  - Primeira Batalha de Nanawa
  - Primeira e Segunda Batalha de Fortín Fernández Herrera
  - Batalha de Corrales
  - Batalha de Toledo
  - Primeira Batalha de Alihuatá
  - Batalha do Campo da Jordânia
  - Segunda Batalha de Nanawa
  - Batalha de Campo Grande
  - Segunda batalha de Alihuatá
  - Cerca do Campo Via
  - Captura de Fortín Magariños
  - Batalha do Canadá Tarija
  - Batalha do Canadá mais forte
  - Ofensiva relâmpago a Carandaytý
  - Primeira Batalha de Algodonal
  - Batalha de El Carmen
  - Batalha de Yrendague
  - Batalha de Ybybobo
  - Batalha de Villamontes
  - Batalha de Pozo del Tigre-Ingavi
- Segunda Guerra Mundial (1937-1945) como parte dos Aliados contra as Potências do Eixo.
- Guerra Civil Paraguaia de 1947 (1947) contra os febreristas.
- Golpe de Estado no Paraguai de 1954 contra Federico Chávez.
- Insurgência do Movimento 14 de Maio pela Libertação do Paraguai (1959 - 1961)
- Insurgência da Frente Unida de Libertação Nacional «FULNA» (1959 - 1965)
- Insurgência do Partido Comunista Paraguaio (1959-1970)
- Guerra Civil Dominicana (1965) como parte da Força de Paz Interamericana na Operação Power Pack em favor dos legalistas dominicanos contra os constitucionalistas dominicanos.
  - Ocupação da República Dominicana pelos Estados Unidos (1965 - 1966 ) como parte da Força Interamericana de Manutenção da Paz na operação de manutenção da paz "DOMREP".
- Insurgência/Resistência Armada no Paraguai (1973-1982?) "os acontecimentos podem estar ligados à fase ativa do Plano Condor e às reações às perseguições da ditadura de Stroessner "
  - Insurgência do Exército Revolucionário Paraguaio "EPR" (1973-76)
  - Perseguição ao Movimento de Libertação do Paraguai "MOPAL"
  - Perseguição ao Partido Revolucionário Armado dos Trabalhadores «PORA»
  - Insurgência da Organização Primeiro de Março ou Organização Político-Militar «OPM» (1973-1976/78) 5
  - Perseguição ao Movimento Independente «MI»
  - Insurgência do Comitê Central do Partido Comunista Pró-Chinês (1980-1982)
  - Confronto em Caaguazu (1980) 5
  - Ataque em Assunção contra o ditador nicaraguense Anastasio Somoza.
- Golpe de Estado no Paraguai de 1989 contra Alfredo Stroessner.
- Insurgência no Paraguai (2005 - presente) contra o Exército do Povo Paraguaio «EPP», o Grupo Camponês Armado «ACA», o Exército Mariscal López «EML» e quadrilhas de narcotraficantes.
  - Confronto do Curuguaty (2012).
  - Assalto à Prosegur (2017).

## Missões de paz da ONU com presença
- Haiti (MINUSTAH : Missão de estabilização das Nações Unidas (ONU) no Haiti.
- Chipre (UNIFICYP : Força da ONU para manutenção da paz em Chipre.
- República Democrática do Congo (MONUC ): Missão das Nações Unidas na República Democrática do Congo.
- Chade e República Centro-Africana (MINURCAT ): Missão das Nações Unidas no Chade e na República Centro-Africana.
- Costa do Marfim (ONUCI: Operação das Nações Unidas na Costa do Marfim.